# Hípica als Jocs Olímpics d'estiu de 1924 - Concurs complet per equips
El concurs complet per equips va ser una de les cinc proves d'hípica que es van disputar als Jocs Olímpics d'Estiu de 1924, a París. La competició es va disputar del 21 al 26 de juliol de 1924, amb la participació de 40 gents procedents de 10 nacions.

## Medallistes
| Or | Plata                                                                         | Bronze                                                                                                |
| Països Baixos Adolf van der Voort van Zijp · Charles Pahud de Mortanges · Gerard de Kruijff · Antonius Colenbrander | Suècia Claës König · Torsten Sylvan · Gustaf Hagelin · Carl Gustaf Lewenhaupt | Itàlia Alberto Lombardi · Alessandro Alvisi · Emanuele Beraudo di Pralormo · Tommaso Lequio di Assaba |

## Classificació final
Per determinar la classificació final sols es tenen en compte les puntuacions obtingudes pels tres primers classificats de cada equip en la prova de concurs complet individual.
| Pos. | Nació          | Binomi                       | Binomi         | Punts individuals | Total  |
| Pos. | Nació          | Genet                        | Cavall         | Punts individuals | Total  |
| ---- | -------------- | ---------------------------- | -------------- | ----------------- | ------ |
| 1    | Països Baixos  | Adolf van der Voort van Zijp | Silver Piece   | 1976,0            | 5297,5 |
| 1    | Països Baixos  | Charles Pahud de Mortanges   | Johnny Walker  | 1828,0            | 5297,5 |
| 1    | Països Baixos  | Gerard de Kruijff            | Addio          | 1493,5            | 5297,5 |
| 1    | Països Baixos  | Antonius Colenbrander        | King of Hearts |                   | 5297,5 |
| 2    | Suècia         | Claës König                  | Bojan          | 1730,0            | 4743,5 |
| 2    | Suècia         | Torsten Sylvan               | Anita          | 1678,0            | 4743,5 |
| 2    | Suècia         | Gustaf Hagelin               | Varius         | 1335,5            | 4743,5 |
| 2    | Suècia         | Carl Gustaf Lewenhaupt       | Canter         |                   | 4743,5 |
| 3    | Itàlia         | Alberto Lombardi             | Pimplo         | 1572,0            | 4512,5 |
| 3    | Itàlia         | Alessandro Alvisi            | Capiligio      | 1536,0            | 4512,5 |
| 3    | Itàlia         | Emanuele Beraudo di Pralormo | Mount Félix    | 1404,5            | 4512,5 |
| 3    | Itàlia         | Tommaso Lequio di Assaba     | Torena         |                   | 4512,5 |
| 4    | Suïssa         | Hans Bühler                  | Mikosch        | 1477,5            | 4338,5 |
| 4    | Suïssa         | Charles Stoffel              | Kreuzritter    | 1466,0            | 4338,5 |
| 4    | Suïssa         | Werner Fehr                  | Prahlans       | 1395,0            | 4338,5 |
| 4    | Suïssa         | René de Ribeaupierre         | Adel           |                   | 4338,5 |
| 5    | Bèlgica        | Baudouin de Brabandère       | Modestie       | 1728,5            | 4233,5 |
| 5    | Bèlgica        | Jules Bonvalet               | Wepelghem      | 1428,0            | 4233,5 |
| 5    | Bèlgica        | Joseph Fallon                | Le Divorce     | 1077,0            | 4233,5 |
| 5    | Bèlgica        | Léon Nossent                 | Pirouette      |                   | 4233,5 |
| 6    | Regne Unit     | Edward de Fonblanque         | Copper         | 1728,5            | 4064,5 |
| 6    | Regne Unit     | Keith Hervey                 | Copper Top     | 1354,0            | 4064,5 |
| 6    | Regne Unit     | Alec Tod                     | Topsy          | 982,0             | 4064,5 |
| 6    | Regne Unit     | Philip Bowden-Smith          | Gipsy          |                   | 4064,5 |
| 7    | Polònia        | Karol von Rómmel             | Krechowiak     | 1648,5            | 3571,5 |
| 7    | Polònia        | Tadeusz Komorowski           | Amon           | 1029,0            | 3571,5 |
| 7    | Polònia        | Kazimierz Szosland           | Hélusia        | 979,5             | 3571,5 |
| 7    | Polònia        | Kazimierz de Rostwo-Suski    | Général        |                   | 3571,5 |
| -    | Txecoslovàquia | Josef Charous                | Editor         | 359,5             | DNF    |
| -    | Txecoslovàquia | Bedřich John                 | Arabe          |                   | DNF    |
| -    | Txecoslovàquia | František Statečný           | Exterieur      |                   | DNF    |
| -    | Txecoslovàquia | Matěj Pechman                | Coire          |                   | DNF    |
| -    | França         | Michel Artola                | Almas          | 737,0             | DNF    |
| -    | França         | Camille de Sartiges          | Psyché         |                   | DNF    |
| -    | França         | Jean le Vavasseur            | Kurde          |                   | DNF    |
| -    | França         | Louis Rigon                  | Spahis         |                   | DNF    |
| -    | Estats Units   | Sloan Doak                   | Pathfinder     | 1845,5            | DNF    |
| -    | Estats Units   | Frank Carr                   | Proctor        | 1727,0            | DNF    |
| -    | Estats Units   | John Barry                   | Miss America   |                   | DNF    |
| -    | Estats Units   | Vernon Padgett               | Brown Boy      |                   | DNF    |